# São Bento (Azory)
São Bento – parafia (freguesia) gminy Angra do Heroísmo. W 2011 miejscowość była zamieszkiwana przez 2000 osób.